# Da Ra Ang
Die Da-Ra-Ang sind eine indigene ethnische Gruppe, die vor allem in Teilen Nordostindiens sowie angrenzenden Gebieten in Myanmar ansässig ist. Sie gehören zur größeren Familie der Tibeto-Birmanischen Völker und zeichnen sich durch eine eigene Sprache, kulturelle Traditionen und soziale Strukturen aus.

## Verbreitung und Bevölkerung
Die Da-Ra-Ang leben hauptsächlich im Bundesstaat Manipur im Nordosten Indiens, mit kleineren Populationen in angrenzenden Regionen Myanmars. Die genaue Bevölkerungszahl variiert je nach Quelle, Schätzungen gehen von einigen Tausend bis zu etwa 10.000 Mitgliedern aus. Die Gemeinschaft ist überwiegend in ländlichen Dörfern organisiert, wo sie ihre traditionelle Lebensweise pflegen.

## Sprache
Die Da-Ra-Ang sprechen eine Sprache, die zur tibeto-birmanischen Sprachfamilie gehört. Sie weist Ähnlichkeiten mit den Sprachen der Nachbarvölker auf, besitzt jedoch auch einzigartige sprachliche Merkmale. Die Sprache ist vor allem mündlich überliefert, die schriftliche Dokumentation ist vergleichsweise gering.

## Kultur und Gesellschaft
Die Kultur der Da-Ra-Ang ist geprägt von traditionellen Ritualen, Festen und einer engen Verbindung zur Natur. Landwirtschaft, vor allem der Anbau von Reis und Mais, spielt eine zentrale Rolle in ihrem Alltag. Die soziale Organisation beruht oft auf Stammesstrukturen, bei denen Älteste und Dorfvorsteher bedeutende Positionen einnehmen.
Religiöse Praktiken verbinden Animismus mit Einflüssen des Christentums, das in den letzten Jahrzehnten durch Missionierungsarbeit verbreitet wurde. Feste und Zeremonien sind oft Anlass für gemeinschaftliches Feiern und die Weitergabe von traditionellen Geschichten und Tänzen.

## Herausforderungen und Zukunft
Wie viele indigene Gruppen sehen sich die Da-Ra-Ang mit Herausforderungen konfrontiert, darunter Landkonflikte, der Einfluss moderner Kultur sowie Sprachverlust durch die jüngere Generation. Verschiedene Organisationen setzen sich für den Erhalt der Kultur und Sprache ein, darunter lokale NGOs und akademische Einrichtungen.